# حقن المياه
حقن المياه (تُسمى أيضاً الحقن المضاد للاحتراق اللحظي أو الفرقعة) هي تقنية تُستخدم في محركات الاحتراق الداخلي عن طريق رش المياه في الهواء الداخل للمحرك أو في خليط الوقود والهواء، أو حقنه بشكل مباشر في الأسطوانة لتبريد أجزاء معينة في نظام السحب، حيث قد تؤدي سخونة بعض النقاط إلى حدوث اشتعال مبكر.
ينتج عن استخدام حقن المياه في المحركات النفاثة زيادة في قوة الدفع عند السرعات المنخفضة وعند الإقلاع.
استُخدم حقن المياه قديماً لزيادة القدرة الناتجة لمحركات الطائرات العسكرية لفترات قصيرة خلال المعارك أو الإقلاع، كما استُخدم أيضاً بشكل ملحوظ في محركات السيارات الرياضية ومحركات السيارات المستُخدمة في سباقات الزحف.
تسمح تأثيرات التبريد الناتجة عن استخدام حقن المياه في محركات دورة أوتو (محركات البنزين) بزيادة نسبة الانضغاط نتيجة تقليل حدوث طقطقة المحرك، وبالتالي ينتج عن خفض طقطقة المحرك زيادة في الأداء خاصة عندما يُستخدم مع حقن المياه شاحن توربيني فائق أو شاحن توربيني أو تعديلات مثل ضبط توقيت الاشعال.
يُمكن حدوث تحسينات في القدرة أو كفاءة الوقود أيضاً عند استخدام حقن المياه، لكن هذا يعتمد على المحرك. يُمكن أن يُستخدم حقن المياه أيضاًً لتقليل انبعاثات أكاسيد النيتروجين وأول أكسيد الكربون. يُستخدم أيضاً حقن المياه في بعض المحركات التوربينية وبعض محركات عمود الدوران التوربينية، ويكون هذا الاستخدام لحظياً لزيادة قوة الدفع عند الحاجة لزيادة القدرة أو كفاءة الوقود.

## نظرية العمل
يتميز الماء باحتوائه على حرارة تبخر كبيرة، أي أنه يلزم لتبخيره امتصاص كمية كبيرة من الحرارة. يُحقن الماء عند درجة الحرارة الجوية إلى داخل المحرك فتنتقل الحرارة من رأس الأسطوانة الساخن أو من الهواء المسحوب إلى المياه. يتبخر الماء نتيجة للحرارة التي اكتسبها، وتبرد شحنة الهواء المسحوبة أو خليط الهواء و الوقود.
عندما تصبح شحنة الهواء أكثر برودة يعني هذا زيادة كثافة الهواء وبالتالي زيادة ا لكفاءة الحجمية للمحرك، وانخفاض احتمالية حدوث الطقطقة. يستبدل بخار الماء، مع ذلك، بعضاً من الهواء فيقلل ميزة الهواء الكثيف البارد.
ينتج عن طقطقة المحرك أكثر من مشكلة في محركات السحب القسري فضلاً عن محركات السحب الطبيعي، لذلك فإن حقن المياه يُمكن أن يمنع حدوثها.
يتم تأخير توقيت الإشعال في المحركات ذات أنظمة الحقن الإلكترونية لمنع حدوث الطقطقة، لكن باستخدام حقن المياه يُمكن أن يقترب توقيت الإشعال من توقيت الوصول لنقطة أقصى عزم فرملي، مما يوفر المزيد من القدرة.

## مكونات المائع
تستخدم العديد من أنظمة حقن المياه خليطاً من الماء و الكحول (بنسبة 50/50 غالباً) مع كميات ضئيلة من زيت قابل للذوبان في المياه.
يكون للمياه العامل الأكبر في عملية التبريد بسبب كثافتها المرتفعة وخصائها في امتصاص كميات كبيرة من الحرارة. يكون الكحول قابلاً للاشتعال، ويعمل كمادة مانعة لتجمد المياه، بينما الغرض الأساسي لاستخدام الزيت هو منع تآكل مكونات نظام الوقود ونظام حقن المياه، كما يُمكن أن يساعد أيضاً في تزييت المحرك عندما يعمل المحرك عند حالات القدرة المرتفعة.
يكون الكحول المستخدم في محلول الحقن ميثانول غالباً، لذلك يُعرف نظام حقن المياه بنظام حقن المياه و الميثانول أو إم دبليو 50. يُسنخدم ميثانول بنسبة 100% في بعض السيارات مرتفعة الأداء، على عكس خليط الميثانول والمياه المستخدم، وبالتالي يُسمى هذا النظام ببساطة «حقن الميثانول». يوجدد خلاف حول استخدام هذا النظام بسبب اعتبارات أمان وأخرى تتعلق بعمر المحرك.
يُشار لنظام حقن المياه في الولايات المتحدة باسم الحقن المضاد للاحتراق اللحظي.

## التأثيرات
يقوم الحقن الأولي للمياه في المحركات المكبسية بتبريد خليط الهواء والوقود بشكل ملحوظ، مما يزيد من كثافته وبالتالي يزيد من الكمية المسحوبة للأسطوانة.
قد تمتص المياه (لو كانت عبارة عن قطرات صغيرة) الحرارة (وبالتالي تخفض الضغط) بينما تنضغط الشحنة، مما يقلل من شغل الانضغاط (الشغل السالب).
يظهر تأثير آخر لحقن المياه خلال عملية الاحتراق، حيث تمتص المياه كميات كبيرة من الحرارة وتتبخر، فتقلل درجة الحرارة القصوى داخل الأسطوانة وكمية الحرارة التي يمتصها جدار الأسطوانة، بالإضافة إلى تقليل تكون أكاسيد النيتروجين. يؤدي ذلك أيضاً لتحويل جزء من طاقة الاحتراق من حرارة إلى ضغط، حيث تتبخر المياه عند امتصاصها للحرارة وتتحول إلى بخار مرتفع الضغط.
يحترق الكحول الموجود في الخليط، لكنه يكون أيضاً أكثر مقاومة للاحتراق اللحظي من البنزين. تكون النتيجة النهائية لحقن المياه هي الحصول على شحنة ذات رقم اوكتان مرتفع، مما يسمح باستخدام نسب انضغاط كبيرة أو ضغوط سحب قسري مرتفعة قبل أن يحدث الاحتراق اللحظي للشحنة.
تستطيع بعض المحركات الأخرى أن تستفيد بكثرة من حقن المياه. تُعرف المحركات النفاثة النبضية بأن لها كفاءة وقود منخفضة جداً، وكذلك الاستهلاك النوعيي للوقود وقوة الدفع.
أثبتت التجارب أنه عند حقن المياه في هذه المحركات، تقوم المياه بامتصاص الطاقة الحرارية المفقودة وتحولها إلى دفع. تقوم المياه بتبريد المحرك، وبالتالي يسحب مزيداً من الهواء وينخفض انبعاثات المركبات الكيميائية الملوثة.
يُمكن لحقن المياه ووسائل مساعدة أخرى أن تحول المحرك النفاث النبضي من محرك غير فعال وكثير الضوضاء إلى محرك ذو احتراق نظيف ينتج مقداراً كافياً من القدرة، وبالتالي يُمكن استخدامه في الطائرات الخفيفة.
يُمكن تحسين استهلاك الوقود عن طريق استخدام حقن المياه. يُمكن في بعض الحالات أن تخفض المياه المحقونة انبعاثات أول أكسيد الكربون، وقد يرجع هذا إلى تفاعل المياه مع الغازات، حيث تتفاعل المياه مع أول أكسيد الكربون فينتج ثاني أكسيد الكربون وهيدروجين، ومع ذلك قد تؤدي المياه إلى زيادة انبعاثات الهيدروكربونات بسبب زيادة سُمك طبقة الإخماد (عدم اكتمال احتراق الوقود).
يجب أن تُحقن المياه فقط في الحالات التي قد يميل فيها المحرك بدرجة كبيرة لحدوث احتراق لحظي أو تأثيرات أخرى غير مرغوبة. يحدث هذا عادة عندما يعمل المحرك تحت حِمل كبير جداً ويعمل بكامل قدرته، بينما قد يحدث في حالات أخرى في محركات أو تطبيقات معينة.
يعمل حقن المياه على تبريد عملية الاحتراق دون ضرورة لذلك، مما ينتج عنه تأثيرات غير مرغوب فيها مثل انخفاض الكفاءة أو القدرة.
يمكن أن يحدث حقن مباشر للمياه داخل المحركات، ويُمكن أن يحدث هذا عند أي نقطة في الدورة حسب التأثير المرغوب فيه، فيُمكن أن يحدث في نهاية شوط القدرة أو خلال شوط العادم وذلك عندما يُستخدم فقط لتقليل درجات حرارة المحرك.

### القيود
تكون معظم محركات السيارات التجارية الحديثة مضبوطة مسبقاً لاستخدام نسبة وقود إلى هواء محددة، لذا فإنه عند استخدام حقن المياه بدون إعادة ضبط محرك السيارة لضبط هذه النسب فلن تكون هناك أي فائدة، بل بالعكس قد يؤدي ذلك لخفض الأداء أو تضرر المحرك.
بالإضافة لما سبق، لا تستطيع معظم أنظمة الوقود أن تحدد الحالة التي أُضيفت عليها الماء (سائل أم بخار)، كما لا تستطيع أن تحدد نسبة انضغاط جديدة أو أن تستفيد من درجات الحرارة المنخفضة للأسطوانة.
يحدث في معظم الحالات في محركات السيارات المبرمجة مسبقاً أن يستبدل بخار الماء الذي تم حقنه بوسيلة غير مباشرة الهواء اللازم لاكتمال عملية الاحتراق (يستبدل الوقود في المحركات التي تستخدم مكربن أو نقطة حقن أحادية)، وبالتالي يحدث فقد في القدرة الناتجة. لا يستفيد من حقن المياه عادة إلا محركات السيارات التي أُعيد ضبطها.
يُمكن أن يتضرر المحرك إن حُقنت كمية كبيرة من المياه، أو إن لم يعمل حاقن المياه بشكل صحيح. الماء غير قابل للانضغاط، ووجود كمية كبيرة منه في الأسطوانة قبل أو أثناء الاحتراق يخلق حالة تُسمى القفل الهيدروستاتيكي، وفي هذه الحالة يكون حجم السائل في المحرك قريباً أو أكبر من الحجم بين المكبس ورأس الأسطوانة (أو بين المكبسين في محرك المكابس المتعاكسة) عند النقطة الميتة العليا، مما ينتج عنه ارتفاع الضغط بدرجة كبيرة جداً داخل الأسطوانة وقد يؤدي ذلك إلى انبعاج رؤوس الأسطوانات أو المكابس وأذرع التوصيل أو أي ضرر آخر يصيب المحرك. يكون هذا الضرر مؤذي جداً للمحرك، ويلزم استبدال أجزاء كاملة من المحرك.
كان حقن المياه يُستخدم بالأساس لمحركات الطائرات، ولم تكن هناك أي نية لاستخدامه في السيارات التجارية. عندما يُستخدم حقن المياه في محركات السيارات، تكون هذه السيارات مرتفعة الأداء (تتعدى قدرتها 1000 حصان)، حيث تكون مزودة بشواحن توربينية فائقة أو شواحنن توربينية، وينتج عنها حرارة كبيرة. تُقاد هذه السيارات في السباقات أو الأحداث الخاصة المنظمة، وتتطلب معرفة كبيرة لصيانتها، كما أنها تُقاد لمسافات قصيرة فقط. تُخلط المياه مع الوقود في معظم حالات حقن المياه، ولا تُحقن المياه وحدها.
توجد العديد من الحيل المستخدمة التي تدعي ان ادخال أنبوب لرش المياه في أنبوب السحب المتشعب، ينتج عنه زيادة في القدرة، ومع ذلك، فإذا لم يقم المستخدم بإعادة ضبط وحدة التحكم الإلكتروني للسيارة فإن هذه التعديلات قد تتسبب بخفض القدرة وتعطل المحرك في النهاية.

## الاستخدام في الطائرات

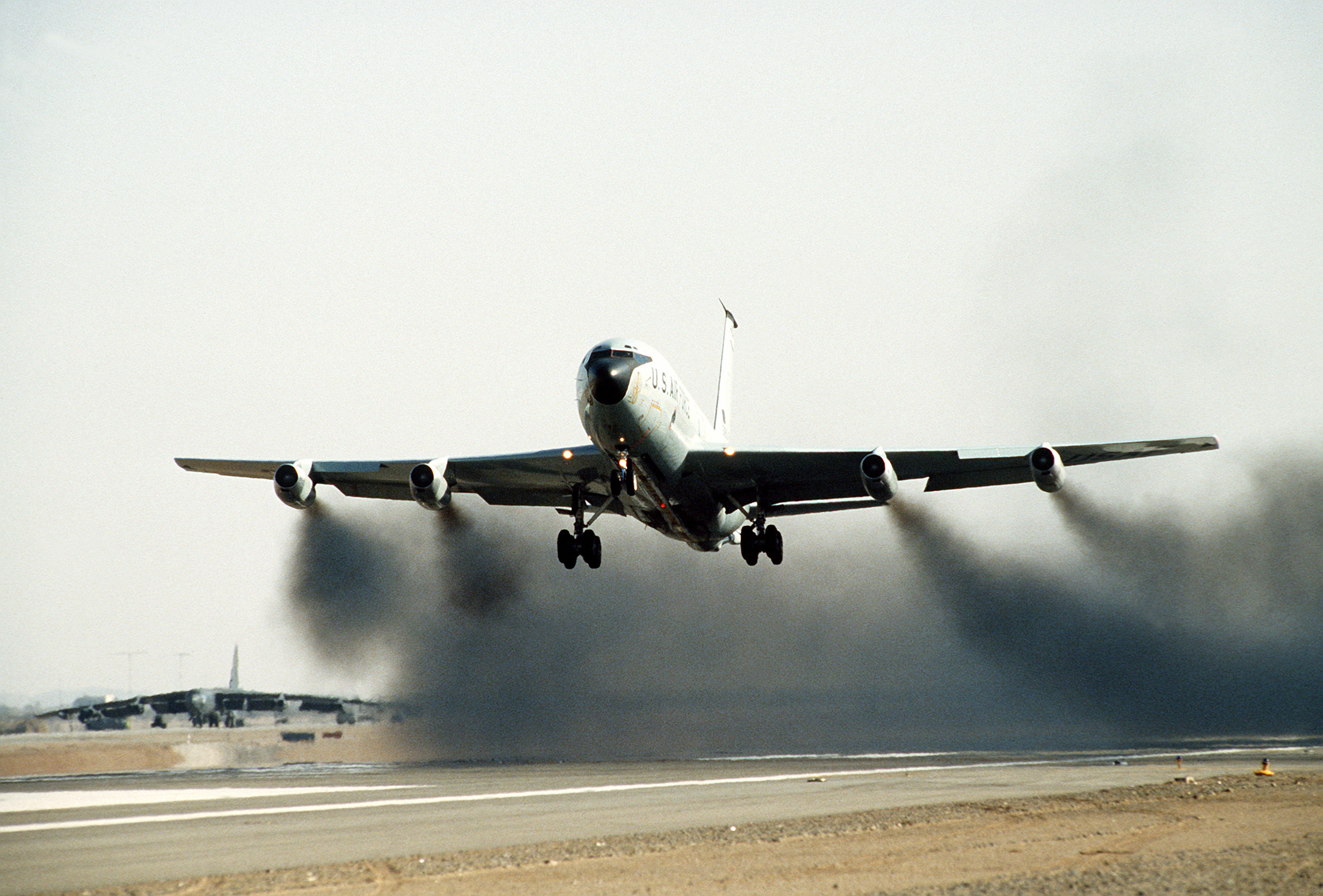
إقلاع رطب لطائرة كيه سي-135 المزودة بمحركات جيه 57.

استُخدم حقن المياه في محركات الطائرات المكبسية والمحركات التوربينية. عندما يُستخدم في المحركات التوربينية، تكون التأثيرات الناتجة مشابهة لحالة المحركات المكبسية فيما عدا أن الهدف الأساسي هنا لا يكون منع الاحتراق اللحظي.
تُحقن المياه عادة عند مدخل الضاغط أو في الناشر، أي أنها تُحقن قبل غُرف الاحتراق. تعمل المياه على تبريد الهواء الداخل وبالتالي رفع كثافته وبالتالي زيادة كتلة الهواء المسحوبة للمحرك وزيادة قوة الدفع، كما أنها تقلل شغل الضاغط المبذول نتيجة انخفاض الحجم النوعي للهواء، وتساهم في تبريد التربينات أيضاً.
تُعتبر درجة الحرارة عامل مؤثر في أداء المحركات التوربينية عند الارتفاعات المنخفضة، حيث تسمح تأثيرات التبريد بعمل المحرك عند سرعات دورانية (دورة/دقيقة) أعلى مع حقن المزيد من الوقود والحصول على قوة دفع أعلى بدون حدوث سخونة مفرطة للمحرك.
إن عيب هذا النظام هو أن المياه المحقونة تعمل على إخماد اللهب في غرف الاحتراق بدرجة ما، حيث أنه لا توجد طريقة لتبريد أجزاء المحرك بدون تبريد اللهب. يؤدي ذلك لعدم احتراق الوقود بالكامل، وبالتالي خروج وقود غير مكتمل احتراقه مع غازات العادم، ليظهر العادم على هيئة دخان أسود.
استخدمت محركات البنزين للطائرات العسكرية حقن المياه قبل الحرب العالمية الثانية لزيادة قدرة الإقلاع. استُخدمت هذه التقنية حتى تستطيع المقاتلات الكبيرة أن تقلع من مدرجات قصيرة وتحلق أسرع لتشتبك مع قاذفات القنابل التابعة للعدو. استخددمت أيضاً بعض الطائرات المقاتلة حقن المياه لزيادة القدرة لفترات قصيرة خلال المعارك.
يكون خليط الوقود غنياً في محركات الطائرات عندما تعمل عند كامل قدرتها خلال الإقلاع. لا يحترق الوقود الزائد، لكنه يتبخر فقط ليمتص الحرارة. أدى ذلك إلى استهلاك الوقود سريعاً بالإضافة إلى تقليل كفاءة عملية الاحتراق. يُصبح خليط الوقود أخف عند استخدام حقن المياه أثناء العمل عند ا لقدرة الكاملة.
استخدمت العديد من محركات الطائرات العسكرية في أربعينيات القرن العشرين مكربن حاقن، وهو أحد أنظمة التحكم في الوقود ويشبه نظام حقن الوقود. يستخدم المكربن الحاقن صمام ميكانيكي في المحرك المستخدم لتقنية حقن المياه، يجعل النظام شبه آلي.
عندما يقوم الطيار بتشغيل مضخة حقن المياه، يقوم ضغط الماء بدفع الصمام الميكانيكي فيعمل كحاجز لتدفق المياه لتخفيف الخليط، بينما يتدفق خليط الماء و الميثانول في نفس الوقت إلى النظام.
عندما ينتهي تدفق المياه يُغلق الصمام، ويقوم النظام بوقف حقن المياه، بينما يجعل الخليط غنياً بالوقود لتوفير تبريد كافي لمنع حدوث احتراق لحظي.
يُمكن ضبط محركات البنزين للطائرات المستخدمة لحقن المياه على أن تنتج قدرة أكبر خلال الاحتراق نتيجة زيادة كثافة الشحنة (شحنة الوقود والهواء). يتم زيادة كثافة الشحنة بزيادة الضغط في أنبوب السحب المتشعب قبل حدوث الاحتراق اللحظي، ويحدث ذلك عادة بزيادة كمية السحبب القسري.
اعتُبر الوزن الزائد والتعقيدات التي يضيفها نظام حقن المياه مقبولة عند استخدامه في الأغراض العسكرية، بينما لم يكن الأمر كذلك عند استخدامه في الأغراض المدنية. يُستثنى من ذلك فقط طائرات السباق، التي تركز على الحصول على كمية كبيرة من القدرة لفترة زمنية قصيرة، وفي هذه الحالة تُصبح مساوئ نظام حقن المياه أقل أهمية.
اقتصر استخدام حقن المياه في المحركات التوربينية على الطائرات العسكرية. يوجد العديد من الصور المتاحة لطائرة بوينج بي-52 أثناء الإقلاع، وتظهر بوضوح دخان أسود ينبعث من المحركات التوربينية المستخدمة لتقنية حقن المياه. 
كان نظام حقن المياه أكثر أهمية لإقلاع طرازات بوينج بي-52 الأولى، بينما في الطرازات الأخيرة تم التغلب على مشكلة إقلاع المقاتلات الكبيرة من مدرجات قصيرة باستخدام محركات توربينية أكثر قدرة، لم تكن متوفرة في السابق.
استخدمت أيضاً طائرات الخطوط الجوية باك 1-11 تقنية حقن المياه لأجل محركاتها رولز رويس سباي التوربينية ة المروحية. تسبب ملء الخزانات بوقود طائرات بدلاً من المياه في تحطم طائرة الرحلة الجوية بانينترناشيونال 112.

## الاستخدام في السيارات
استُخدمت تقنية حقن المياه في أعداد محدودة من سيارات الركوب المزودة بمحركات ذاتت سحب قسري مثل كرايسلر. زُودت سيارة أودلزموبيل إف 85 طراز 1962 بمحرك به نظام حاقن للوقود (انظر: محرك أولدزموبيل V8)، وتشاركت السيارة صدفة لقب أول سيارة ركوب ذات شاحن توربيني مع سيارة كورفير سبايدر. تُطلق أولدزموبيل على خليط الماء والكحول اسم «مائع الصاروخ التوربيني». وفرت ساب تقنية حقن المياه لسيارتها ساب 99 المزودة بشاحن توربيني.
قل الاهتمام بتقنية حقن المياه مع ظهور المبرد البيني، لكن الاهتمام عاد مؤخراً إلى حقن المياه لقدرتها على تقليل انبعاثات أول أكسيد النيتروجين وأول أكسيد الكربون في غازات العادم.
تُستخدم تقنية حقن المياه اليوم في السيارات مرتفعة الأداء، المزودة بأنظمة سحب قسري مثل الشواحن التوربينية الفائقة والشواحن التوربينية، وتكون هذه المحركات مضبوطة على درجة أمان قريبة من الإشعال اللحظي، لذا تستفيد من تأثيرات التبريد الناتجة عن تبخر المياه بدرجة كبيرة.
كشفت شركة بي إم دبليو عن نسخة جديدة من سيارتها عالية الأداء إم 4 في عام 2015، سُميت إم 4 جي تي اس، وجمعت هذه السيارة بين تقنية حقن المياه والمبرد البيني. حازت السيارة على لقب سيارة السلامة الأولى في سباق الجائزة الكبرى للدراجات النارية في عام 2015، وأُتيحت السيارة بعد ذلك للسوق التجاري في عام 2016.
قامت شركة بوش التي ساهمت في تطوير تقنية حقن المياه بالكشف عن نظام حقن مياه جديد للصانعين الآخرين، أطلقت عليه نظام تعزيز المياه، وقالت الشركة أن هذا النظام يوفر زيادة 5% في أداء المحرك ويخفض انبعاثات ثاني أكسيد الكربون بنسبة تصل إلى 4%، كما يحسن استهلاك الوقود بنسبة تصل إلى 13%.

## روابط خارجية
- تقرير تقني لناسا خلال الحرب العالمية الثانية
- زيادة قدرة المحركات التوربينية